# شيء ما في المطر
شيء ما في المطر (بالكورية: 밥 잘 사주는 예쁜 누나)؛ هو مسلسل كوري جنوبي من بطولة سون يي جن وجونغ هاي-إن، عرض المسلسل على قناة جاي تي بي سي في 30 مارس حتى 19 مايو 2018، وهو متاح على شبكة نتفلكس.

## روابط خارجية
- شيئًا ما في المطر على موقع IMDb (الإنجليزية)
- شيئًا ما في المطر على موقع روتن توميتوز (الإنجليزية)
- شيئًا ما في المطر على موقع نتفليكس (الإنجليزية)
- شيئًا ما في المطر على موقع ليتربوكسد (الإنجليزية)
- شيئًا ما في المطر على موقع كينوبويسك (الروسية)
- شيئًا ما في المطر على موقع قاعدة بيانات الفيلم (الإنجليزية)